# اچ‌ام‌اس سنت وینسنت (۱۹۰۸)
اچ‌ام‌اس سنت وینسنت (۱۹۰۸) (به انگلیسی: HMS St Vincent (1908)) یک کشتی بود که طول آن ۵۳۶ فوت (۱۶۳٫۴ متر) بود. این کشتی در سال ۱۹۰۸ ساخته شد.